# Illyrien
Illyrien var i antikken et område, der nu omfatter hele Bosnien-Herzegovina og Montenegro, noget af Albanien, Serbien, Kosovo, Nordmakedonien, Kroatien og Slovenien. Romerne erobrede det og gjorde det til en romersk provins Illyricum i 168 f.Kr..
 Der er for få eller ingen kildehenvisninger i denne artikel, hvilket er et problem. Du kan hjælpe ved at angive troværdige kilder til de påstande, som fremføres i artiklen.

40°48′N 19°48′Ø / 40.8°N 19.8°Ø